# USM Khenchela
Der Union sportive de la Médina Khenchela (arabisch الإتحاد الرياضي لمدينة خنشلة, DMG al-Ittiḥād ar-riyāḍī li-Madīnat Ḫanšala) auch bekannt als USM Khenchela oder nur USMK, ist ein 1943 gegründeter algerischer Fußballverein aus Khenchela. Aktuell spielt der Verein in der ersten Liga, der Ligue Professionnelle 1.

## Stadion
Der Verein trägt seine Heimspiele im Amar-Hamam-Stadion (arabisch ملعب عمار حمام) in Khenchela aus. Das Stadion hat ein Fassungsvermögen von 5000 Personen.

## Trainerchronik
| Trainer           | Nation   | von              | bis               |
| ----------------- | -------- | ---------------- | ----------------- |
| Abdellah Laghrour | Algerien | 1. Juli 2004     | 2. November 2004  |
| Abdellah Laghrour | Algerien | 1. Juli 2009     | 30. Juni 2012     |
| Mustapha Sbaâ     | Algerien | 2. November 2015 | 4. Dezember 2015  |
| Mourad Slatni     | Algerien | 1. Juli 2017     | 30. Juni 2019     |
| Nadhir Leknaoui   | Algerien | 1. Juli 2017     | 12. November 2017 |
| Nabil Neghiz      | Algerien | 27. Juli 2022    | heute             |